# Xiphispa
Xiphispa là một chi bọ cánh cứng trong họ Chrysomelidae.
Chi này được miêu tả khoa học năm 1878 bởi Chapuis.

## Các loài
Chi này gồm các loài:
- Xiphispa coquereli (Fairmaire, 1869)